# يويتشي ناكامورا (مؤدي أصوات)
يويتشي ناكامورا (中村悠一 ناكامورا يويتشي) هو مؤدي أصوات ياباني ولد في 20 فبراير 1980 في محافظة كاغاوا.

## أدواره في التوكوساتسو
- ألترامان إكس - ألترامان إكس

## أدواره في الأنمي

### مسلسلات أنمي تلفزيونية
- كلاند - تومويا أوكازاكي
- كلاند بعد القصة - تومويا أوكازاكي
- الرمية الكبرى - تاكايا آبي
- الرمية الكبرى: بطولة الصيف - تاكايا آبي
- البدلة المتنقلة جاندام 00 - غراهام إيكر/مستر بوشيدو
- جاندام بيلد فايترز - ريكاردو فيليني
- ماكروس فرونتير - آلتو ساوتومي
- شوغو كارا! - إيكوتو تسوكيومي
- شوغو كارا!! دوكي - إيكوتو تسوكيومي
- شوغو كارا بارتي! - إيكوتو تسوكيومي
- واغايا نو أويناري ساما - كوغين تينكو (ذكر)
- يوغي: مبارزة الوحوش - ركس رابتر (الصوت الثاني)
- بليتش - تيسلا، موراماسا، كيسكي اوراهارا
- لاينباريل الحديدي - ريجي موريتسوغو
- زيتاي كارين تشيلدرين - كويتشي ميناموتو
- ذي أنليميتد: كيوسكي هيوبو - كويتشي ميناموتو
- سايونارا زتسبو سينسيه - والد أبيرو كوبوشي
- زوكو سايونارا زِتسبو سينسيه - والد أبيرو كوبوشي
- زان سايونارا زِتسبو سينسيه - والد أبيرو كوبوشي
- بلاسريتر - برادلي غيلفورد
- هاجيمي نو إيبو New Challenger - كيوسكي إيماي
- باسكواش! - آيسمان هوتي
- بيهادا إيتشيزوكو - غو ميناموتو
- شانغري-لا - ريتو إيماكي
- خيميائي الفولاذ: فل ميتال ألكيميست - غريد
- فايري تايل - غراي فلباستر، غراي سوروج
- تاتاكاو شيشو The Book of Bantorra - فولكين
- كيمي ني تودوكي - ريو سانادا
- الفتاة الساحرة ليريكال نانوها StrikerS - فايس غرانسينيك
- دورارارا!! - كيوهي كادوتا
- دورارارا!! ×2 المقدمة - كيوهي كادوتا
- دورارارا!! ×2 المنتصف - كيوهي كادوتا
- دورارارا!! ×2 الخاتمة - كيوهي كادوتا
- أسطول الزجاج - راكولد
- دانس إن ذا فامباير باند - أكيرا كابوراغي ريغندورف
- أراكاوا أندر ذا بريدج - لاست ساموراي
- أراكاوا أندر ذا بريدج x بريدج - لاست ساموراي، تنغو رقم 1, تنغو رقم 2, تنغو رقم 3, الخطاف الشاب
- أختي لا يمكن لها أن تكون بهذه الظرافة - كيوسكي كوساكا
- أختي لا يمكن لها أن تكون بهذه الظرافة. - كيوسكي كوساكا
- توغاينو نو تشي - تومويوكي، دي
- غزو! فتاة الحبار - غورو أراشياما
- أبطال الكرة - وحيد، رئيس الوزراء، حازم
- إكس-من - مارش
- غيلتي كراون - غاي تسوتسوغامي
- المنافس الشرس كايجي - كويزومي
- ماغي: The Labyrinth of Magic - رين كوين
- ماغي: The Kingdom of Magic - رين كوين
- مهما فكرت في الموضوع, إنعدام شهرتي هو خطأكم أنتم! - توموكي كوروكي
- سيكاي-إيتشي هاتسوكوي - يوشيوكي هاتوري
- هيوكا - هوتارو أوريكي
- الحب, الإنتخابات و الشوكولاتة - يوكي أوجيما
- كيه - ريكيو كاماموتو
- كيه RETURN OF KINGS - ريكيو كاماموتو
- بليزبلو ألتر ميموري - هازاما
- كارنفال - جيكي
- لوغ هورايزون - ويليام ماساتشوستس
- فالفريف الثوري - رايزو يامادا
- التلميذ المتخلف في ثانوية السحر - تاتسويا شيبا
- التلميذ المتخلف في ثانوية السحر: الزائرة - تاتسويا شيبا
- إينيشيال دي Fifth Stage - رين هوجو
- الآلي السليم دايميدالر - هنري
- نوزاكي-كن من مجلة الفتيات الشهرية - أوميتارو نوزاكي
- هاماتورا - ريشيو
- رد:_هاماتورا - ريشيو
- طوكيو غول - رينجي يومو
- طوكيو غول A√ - رينجي يومو
- طوكيو غول:re - رينجي يومو
- غزاة روكوجوما!؟ - كوتارو ساتومي
- هايكيو!! - تيتسورو كوروؤو
- هايكيو!! الموسم الثاني - تيتسورو كوروؤو
- هايكيو!! ثانوية كاراسونو في مواجهة أكاديمية شيراتوريزاوا - تيتسورو كوروؤو
- هايكيو!! TO THE TOP - تيتسورو كوروؤو
- سيراف النهاية - غورين إيتشينوسي
- سيراف النهاية: معركة ناغويا - غورين إيتشينوسي
- وورلد تريغر - يويتشي جين
- وورلد بريك السيف المقدس - جين إيسوروغي
- فافنر في السماء الزرقاء EXODUS - داستين مورغان
- شوكوغكي نو سوما - كوجيرو شينوميا
- شوكوغكي نو سوما: الطبق الثاني - كوجيرو شينوميا
- شوكوغكي نو سوما: الطبق الثالث - كوجيرو شينوميا
- أوشيو أند تورا - كينيتشي ماساكي
- ووركينغ'!! - يوهي ماشيبا
- ووركينغ!!! - يوهي ماشيبا
- WWW.ووركينغ!! - دايسكي هيغاشيدا
- أمراء الغناء 1000% - رينغو تسوكيميا
- أمراء الغناء 2000% - رينغو تسوكيميا
- أمراء الغناء ريفولوشنز - رينغو تسوكيميا
- أمراء الغناء ليجند ستار - رينغو تسوكيميا
- أسوماتسو-سان - كاراماتسو، ستيماتسو، كاراكو، كاراهيكو
- ون بنش مان - مومين رايدر
- ديفاين غيت - آرثر
- ديمنشن دبليو - لوزر
- دريفترز - شيمازو تويوهيسا
- ناينتي ون دايز - رونالدو
- بيرسيرك (2016) - سيلات
- أونميوجي نجم التوأم - كانكورو ميتوساكا
- لوستوريج إنسايتد ويكروس - كو ساتومي
- لوستوريج كونفليتد ويكروس - كو ساتومي
- ري:بداية الحياة في عالم آخر من نقطة الصفر - راينهارت فان أستريا
- سيكاي-إيتشي هاتسوكوي - يوشيوكي هاتوري
- توقفوا عن الإعجاب بي - كازوما موتسومي
- دايز - تاكومي هوشينا
- دايف!! - شيبوكي أوكيتسو
- أسد مارس - تاكيشي تسوجي
- أتوم ذا بيغينينغ - أوماتارو تينما
- يواموشي بيدال NEW GENERATION - كيميتاكا كوغا
- يواموشي بيدال GLORY LINE - كيميتاكا كوغا
- طريق السعادة في ألعاب الإنترنت - كانبي
- ملحمة غرانكريست - إرفين
- هاكاتا تونكوتسو رامنز - شونسكي سارواتاري
- هاكيو هوشين إنغي - يوزين
- حرب الكواكب: الأطروحة الجديدة - جراح
- تادا-كن لايقع في الحب - ميتسويوشي تادا
- بوبتيبيبيك - بوبوكو (الحلقة 5B)
- مغامرة جوجو الغريبة: الرياح الذهبية - برونو بوتشاراتي
- خادمة الآنسة كوباياشي تنين - ماكوتو تاكيا
- خادمة الآنسة كوباياشي تنين S - ماكوتو تاكيا
- كابوكيتشو شرلوك - جون إتش واتسون
- هاي سكور غيرل - أستاذ نوماتا
- هاي سكور غيرل II - أستاذ نوماتا
- غولدن كاموي - توشيزو هيجيكاتا (أيام الشباب)
- الخلايا تعمل! - خلية لمفاوية
- شينيا! تينساي باكابون - أوميبوشي كامين
- قاتل الغوبلن - القزم المشعوذ
- فروتس باسكت 1st season - شيغوري سوما
- فروتس باسكت 2nd season - شيغوري سوما
- مدينة الإبادة - أكيرا
- دكتور ستون - تسوكاسا شيشيؤو
- دكتور ستون STONE WARS - تسوكاسا شيشيؤو
- كيلينغ بايتس - تايغا ناكانيشي
- ثأر ميليون آرثر - آرثر الجوال
- غابة البيانو - بانغ وي
- صوت! يوفونيوم 2 - ماساهيرو هاشيموتو
- عالم المعكرونة الخاص ببوكو - سوتا تاوارا
- رحلات بوكيمون - بروفيسور سيريس
- جوجوتسو كايسن - ساتورو غوجو
- أكاديميتي للأبطال - هوكس
- عديمة الموهبة نانا - كيويا أونوديرا
- إرومانغا سينسي - والد ماساموني إيزومي، كيوسكي كوساكا
- زعيم المحاربين (2021) - ماركو لاسو
- فريرن: ما وراء نهاية الرحلة - زاين

### أنمي الإنترنت
- ضعف حمضية ميليون آرثر - آرثر الجوال

### أوفا أنمي
- فيت/بروتوتايب - آرتشر
- البدلة المتنقلة جاندام يونيكورن - نايجل غاريت
- حفل الجثث - يوشيكي كيشينوما

### أفلام أنمي
- ماكروس فرونتير: المطربة المزيفة - آلتو ساوتومي
- ماكروس فرونتير: أجنحة الوداع - آلتو ساوتومي
- سلسلة أفلام حدود الفراغ
  - حدود الفراغ: الفصل الثالث «بقايا الألم» - فرد من عصابة المشاغبين
- سلسلة أفلام بريك بليد
  - بريك بليد: الفصل الأول «وقت النهوض» - هودر (حاكم كريشنا التاسع)
  - بريك بليد: الفصل الثاني «مفترق الطرق» - هودر (حاكم كريشنا التاسع)
  - بريك بليد: الفصل الثالث «جرح سيف القاتل» - هودر (حاكم كريشنا التاسع)
  - بريك بليد: الفصل الرابع «أرض الكارثة» - هودر (حاكم كريشنا التاسع)
  - بريك بليد: الفصل الخامس «أفق الموت» - هودر (حاكم كريشنا التاسع)
  - بريك بليد: الفصل السادس «حصن الحزن» - هودر (حاكم كريشنا التاسع)
- فيلم البدلة المتنقلة جاندام 00: آ ويكينينغ أوف ذا تريلبليزر - غراهام إيكر
- إينازوما إليفن: هجوم الجيش الأقوى أوغر - جين كاغينو، كوجيرو غيندا
- فايري تايل: حارسة العنقاء - غراي فلباستر
- فايري تايل: دراغون كراي - غراي فلباستر
- سيكاي-ايتشي هاتسوكوي: حالة تاكافومي يوكوزاوا - يوشيوكي هاتوري
- العضو القاتل - كلافيس شيبرد
- كيه MISSING KINGS - ريكيو كاماموتو
- سلسلة أفلام إينيشال دي الجديدة
  - فيلم إينيشال دي الجديد Legend1: الصحوة - كيسكي تاكاهاشي
  - فيلم إينيشال دي الجديد Legend2: المتسابق - كيسكي تاكاهاشي
- سلسلة أفلام بيرسيرك: العصر الذهبي
  - بيرسيرك: العصر الذهبي III النزول - سيلات
- التلميذ المتخلف في ثانوية السحر الفيلم: الفتاة التي تنادي النجوم - تاتسويا شيبا
- كينغسلايف: فاينال فانتازي 15 - رافوس فلور
- ليز آند ذا بلو بيرد - ماساهيرو هاشيموتو
- فيلم أسوماتسو-سان - كاراماتسو
- أكاديميتي للأبطال ذا موفي: هيروز:رايزينغ - هوكس
- الرحلة - نزار

## أدواره في ألعاب الفيديو
- سلسلة ألعاب ستريت فايتر
  - ستريت فايتر IV - في-لونغ
  - سوبر ستريت فايتر IV - في-لونغ
  - سوبر ستريت فايتر IV آركيد إديشن - في-لونغ
  - ألترا ستريت فايتر IV - في-لونغ
- فاينل فانتسي XIII - سيد راينز
- كوربس بارتي - يوشيكي كيشينوما
- جوجوز بيزار أدفنتشر: أول ستار باتل - نارسيسو أناسوي
- جوجوز بيزار أدفنتشر: آيز أوف هيفن - نارسيسو أناسوي
- فاير إمبلم فيتس - ريوما
- هايكيو!! رابط! طلة القمة!! - تيتسورو كوروؤو
- هايكيو!! كروس تيم ماتش! - تيتسورو كوروؤو
- طوكيو ميراج سيشنز شارب إف إي - باري غودمان
- ري: بداية الحياة في عالم آخر من نقطة الصفر DEATH OR KISS - راينهارت فان أستريا
- سلسلة ألعاب بليزبلو
  - بليزبلو كالاميتي تريغر - هازاما
  - بليزبلو كونتينيوم شيفت - هازاما
- بليزبلو كروس تاغ باتل - هازاما
- ديمون برايد - سويا تاتشيبانا، أسموديوس
- شوكوغيكي نو سوما: طبق الصداقة والروابط - كوجيرو شينوميا
- أختي لا يمكن لها أن تكون بهذه الظرافة بورتبل - كيوسكي كوساكا
- «أختي لا يمكن لها أن تكون بهذه الظرافة بورتبل» لا يمكن لها أن تستمر - كيوسكي كوساكا
- أختي لا يمكن لها أن تكون بهذه الظرافة: النهاية السعيدة - كيوسكي كوساكا

## أدواره في الدبلجة اليابانية
- مباريات الجوع - غايل هاوثهورن
- كابتن أمريكا: المنتقم الأول - ستيف روجرز/كابتن أمريكا
- المنتقمون - ستيف روجرز/كابتن أمريكا
- كابتن أمريكا: جندي الشتاء - ستيف روجرز/كابتن أمريكا
- المنتقمون: عصر ألترون - ستيف روجرز/كابتن أمريكا
- كابتن أمريكا: الحرب الأهلية - ستيف روجرز/كابتن أمريكا
- المنتقمون: الحرب اللانهائية - ستيف روجرز/كابتن أمريكا
- صراع العروش - يورون غرايجوي
- روبي - أدام توروس
- سبايدرمان: إنتو ذا سبايدر-فيرس - بيتر باركر/سبايدرمان الأصلي

## وصلات خارجية
- يويتشي ناكامرا على موقع IMDb (الإنجليزية)
- يويتشي ناكامرا على موقع ميوزك برينز (الإنجليزية)
- يويتشي ناكامرا على موقع قاعدة بيانات الفيلم (الإنجليزية)
- يويتشي ناكامرا على موقع ANN person (الإنجليزية)
- ويكيبيديا اليابانية